# Phanogomphus minutus
Phanogomphus minutus is een echte libel uit de familie van de rombouten (Gomphidae).
De wetenschappelijke naam van de soort werd in 1842 als Gomphus minutus gepubliceerd door Jules Pierre Rambur.